# Leziwo
Leziwo – w bartnictwie urządzenie służące do wspinania się na drzewa bartne i siedzenia lub stania podczas prac przy barci.
Urządzenie składało się z następujących elementów: leziwo właściwe (z czego sznur podwójny to 16,5 metra, a sznur pojedynczy – 14 metrów), leżja (sznur – 15 metrów) i ławeczka do siedzenia. Sznury specjalne, wykonywane z konopi i łyka lipowego, służyły do wspinaczki na drzewo, zaś ławeczka pozwalała siedzieć podczas pracy przy barci. Ławeczkę o lekko wklęsłym kształcie i długości około 50 cm wykonywano np. z drewna lipowego. Powrozy przytwierdzone były do ławeczki i zarzucane na drzewo w pętlę. Po dodaniu dodatkowych drążków o długości 3–3,5 m bartnik mógł na leziwie stać zamiast siedzieć, co było przydatne w trakcie drążenia barci w pniu.

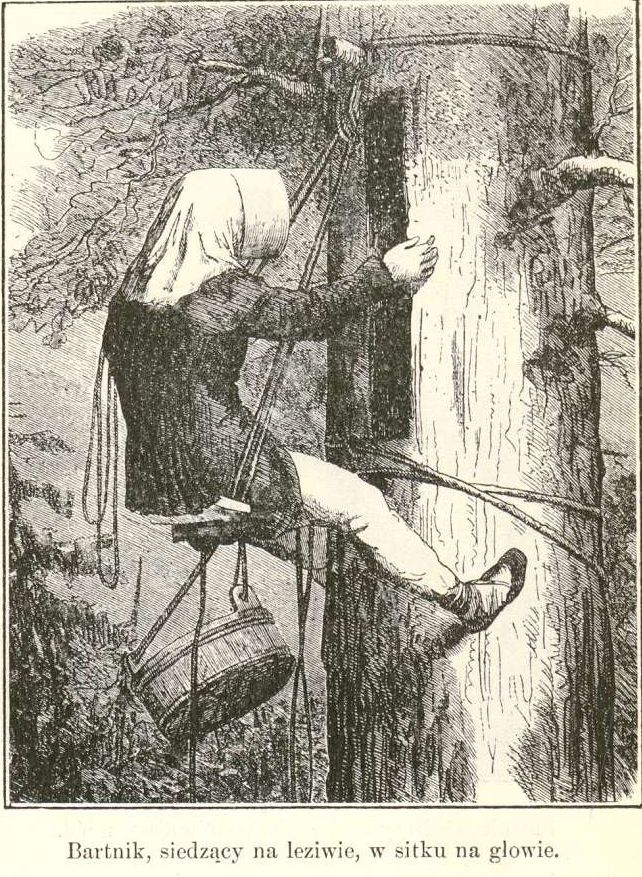
Bartnik siedzący na leziwie
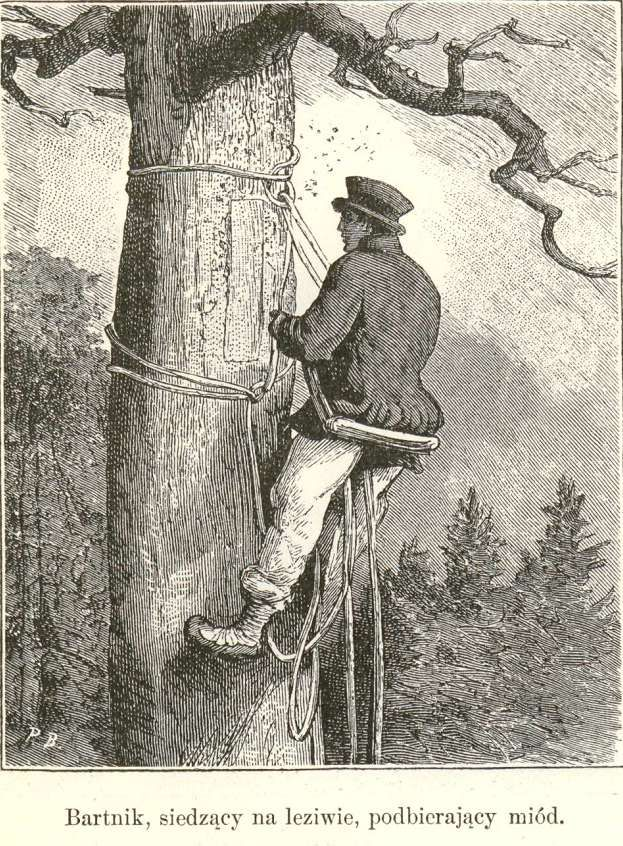
Bartnik na leziwie pobierający miód
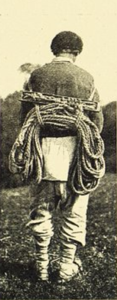
Bartnik niosący złożone leziwo